# Canal de Nicolas

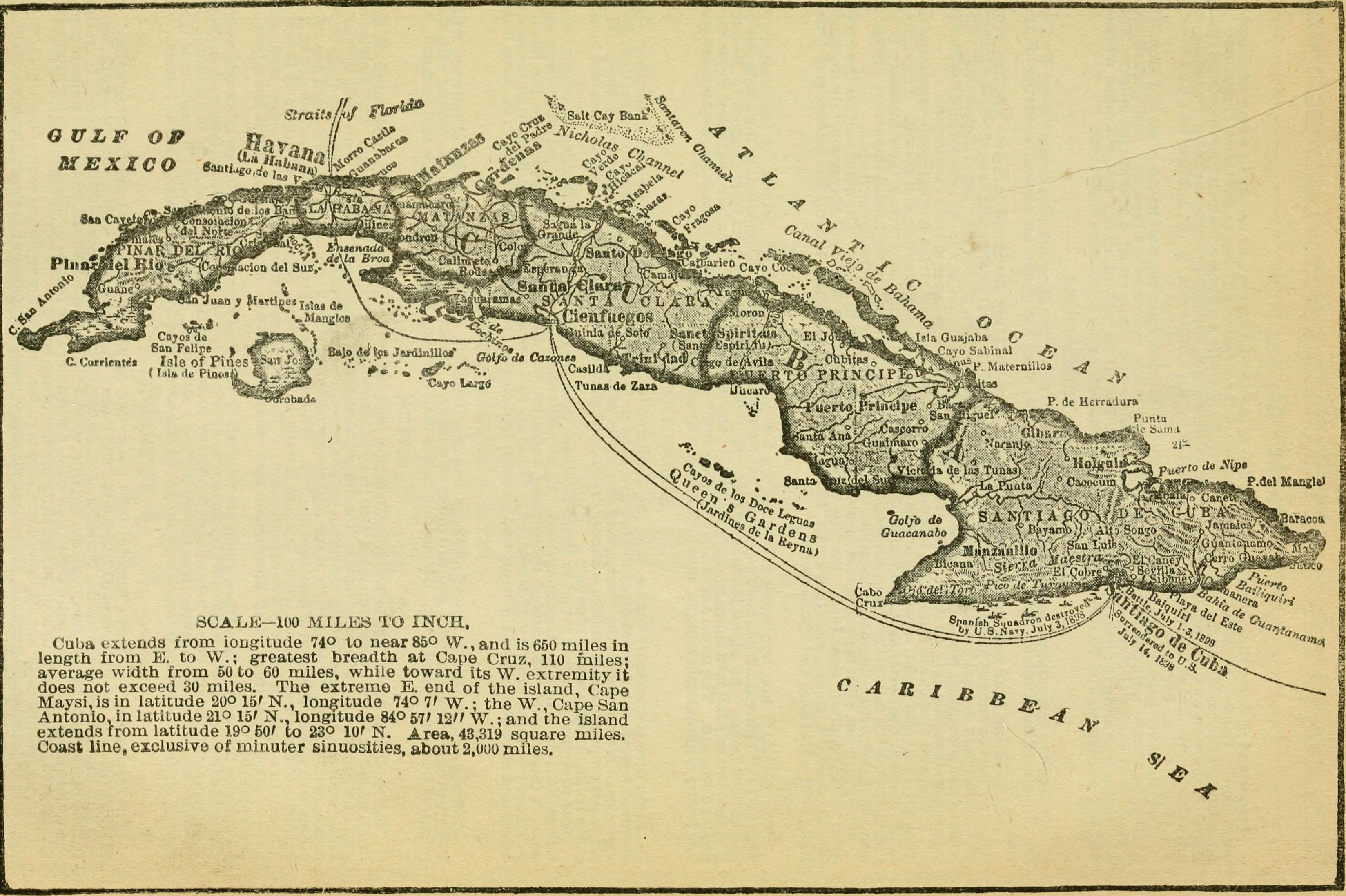
Mapa de 1899 de Cuba com o canal Nicolas a norte, entre Cay Sal Bank (Placer de los Roques) e as ilhas costeiras do norte de Cuba.

O canal de Nicolas ou canal de San Nicolas (em inglês:  Nicholas Channel ou Saint Nicholas Channel; em castelhano:  Canal de Nicolas ou Canal de San Nicolas) é um estreito na costa nordeste de Cuba, a cerca de 140 km a leste de Havana, e que separa Cuba das ilhas do sudoeste das Bahamas.
Parte do oceano Atlântico, fica a leste do estreito da Flórida, a sul de Cay Sal Bank (Placer de los Roques), a norte do arquipélago Sabana-Camaguey, e a oeste do Velho Canal das Bahamas.

## ELigações externas
- The Columbia Gazetteer of North America (2000) — Nicholas Channel